# National Hockey League 1996/1997
National Hockey League 1996/1997 var den 80:e säsongen av NHL, samtliga 26 lag spelar 82 grundspelsmatcher innan det avgjorts vilka som går vidare till slutspel. Detroit Red Wings blev mästare för åttonde gången efter att ha besegrat Philadelphia Flyers i Stanley Cup-finalen med 4-0 i matcher.
Phoenix Coyotes spelar sin första NHL-säsong sedan Winnipeg Jets flyttat till Phoenix, Arizona.
Hartford Whalers spelade sin sista säsong och flyttade sen verksamheten till Raleigh, North Carolina och döptes om till Carolina Hurricanes.
Mario Lemieux, Pittsburgh Penguins vann poängligan på 122 poäng (50 mål + 72 assist).
Målsnittet för säsongen hamnade på 5,829 mål/match, vilket är det lägsta målsnittet sedan säsongen 1967/1968 då snittet var på 5,577 mål/match.

## Grundserien

### Eastern Conference
Not: SM = Spelade matcher, V = Vunna, O = Oavgjorda, F = Förlorade, GM = Gjorda mål, IM = Insläppta mål, Pts = Poäng, MSK = Målskillnad
- Lag i GRÖN färg till slutspel.
- Lag i RÖD färg har spelat klart för säsongen.

Lagen som kvalificerade sig för slutspel förutom de fyra divisionsvinnarna var de tolv lag (sex i varje konferens) som hade mest poäng i grundserien.
| Northeast Division  | SM | V  | O  | F  | GM  | IM  | Pts | MSK |
| ------------------- | -- | -- | -- | -- | --- | --- | --- | --- |
| Buffalo Sabres      | 82 | 40 | 12 | 30 | 237 | 208 | 92  | +29 |
| Pittsburgh Penguins | 82 | 38 | 8  | 36 | 285 | 280 | 84  | +5  |
| Ottawa Senators     | 82 | 31 | 15 | 36 | 226 | 234 | 77  | -8  |
| Montreal Canadiens  | 82 | 31 | 15 | 36 | 249 | 276 | 77  | -27 |
| Hartford Whalers    | 82 | 32 | 11 | 39 | 226 | 256 | 75  | -30 |
| Boston Bruins       | 82 | 26 | 9  | 47 | 234 | 300 | 61  | -66 |

| Atlantic Division   | SM | V  | O  | F  | GM  | IM  | Pts | MSK |
| ------------------- | -- | -- | -- | -- | --- | --- | --- | --- |
| New Jersey Devils   | 82 | 45 | 14 | 23 | 231 | 182 | 104 | +49 |
| Philadelphia Flyers | 82 | 45 | 13 | 24 | 274 | 217 | 103 | +57 |
| Florida Panthers    | 82 | 35 | 19 | 28 | 221 | 201 | 89  | +20 |
| New York Rangers    | 82 | 38 | 10 | 34 | 258 | 231 | 86  | +27 |
| Washington Capitals | 82 | 33 | 9  | 40 | 214 | 231 | 75  | -17 |
| Tampa Bay Lightning | 82 | 32 | 10 | 40 | 217 | 247 | 74  | -30 |
| New York Islanders  | 82 | 29 | 12 | 41 | 240 | 250 | 70  | -10 |

### Western Conference
| Central Division    | SM | V  | O  | F  | GM  | IM  | Pts | MSK |
| ------------------- | -- | -- | -- | -- | --- | --- | --- | --- |
| Dallas Stars        | 82 | 48 | 8  | 26 | 252 | 198 | 104 | +54 |
| Detroit Red Wings   | 82 | 38 | 18 | 26 | 253 | 197 | 94  | +56 |
| Phoenix Coyotes     | 82 | 38 | 7  | 37 | 240 | 243 | 83  | -3  |
| St. Louis Blues     | 82 | 36 | 11 | 35 | 236 | 239 | 83  | -3  |
| Chicago Blackhawks  | 82 | 34 | 13 | 35 | 223 | 210 | 81  | +13 |
| Toronto Maple Leafs | 82 | 30 | 8  | 44 | 230 | 273 | 68  | -43 |

| Pacific Division        | SM | V  | O  | F  | GM  | IM  | Pts | MSK |
| ----------------------- | -- | -- | -- | -- | --- | --- | --- | --- |
| Colorado Avalanche      | 82 | 49 | 9  | 24 | 277 | 205 | 107 | +72 |
| Mighty Ducks of Anaheim | 82 | 36 | 13 | 33 | 243 | 231 | 85  | +12 |
| Edmonton Oilers         | 82 | 36 | 9  | 37 | 252 | 247 | 81  | +5  |
| Vancouver Canucks       | 82 | 35 | 7  | 40 | 257 | 273 | 77  | -16 |
| Calgary Flames          | 82 | 32 | 9  | 41 | 214 | 239 | 73  | -25 |
| Los Angeles Kings       | 82 | 28 | 11 | 43 | 214 | 268 | 67  | -54 |
| San Jose Sharks         | 82 | 27 | 8  | 47 | 211 | 278 | 62  | -67 |

## Poängligan
Not: SM = Spelade matcher, M = Mål, A = Assists, Pts = Poäng
| Spelare          | Lag                | SM | M  | A  | Pts |
| ---------------- | ------------------ | -- | -- | -- | --- |
| Mario Lemieux    | Pittsburgh         | 76 | 50 | 72 | 122 |
| Teemu Selänne    | Anaheim            | 78 | 51 | 58 | 109 |
| Paul Kariya      | Anaheim            | 69 | 44 | 55 | 99  |
| John LeClair     | Philadelphia       | 82 | 50 | 47 | 97  |
| Wayne Gretzky    | NY Rangers         | 82 | 25 | 72 | 97  |
| Jaromir Jágr     | Pittsburgh         | 63 | 47 | 48 | 95  |
| Mats Sundin      | Toronto            | 82 | 41 | 53 | 94  |
| Zigmund Palffy   | NY Islanders       | 80 | 48 | 42 | 90  |
| Ron Francis      | Pittsburgh         | 81 | 27 | 63 | 90  |
| Brendan Shanahan | Hartford / Detroit | 81 | 47 | 41 | 88  |

## Slutspelet

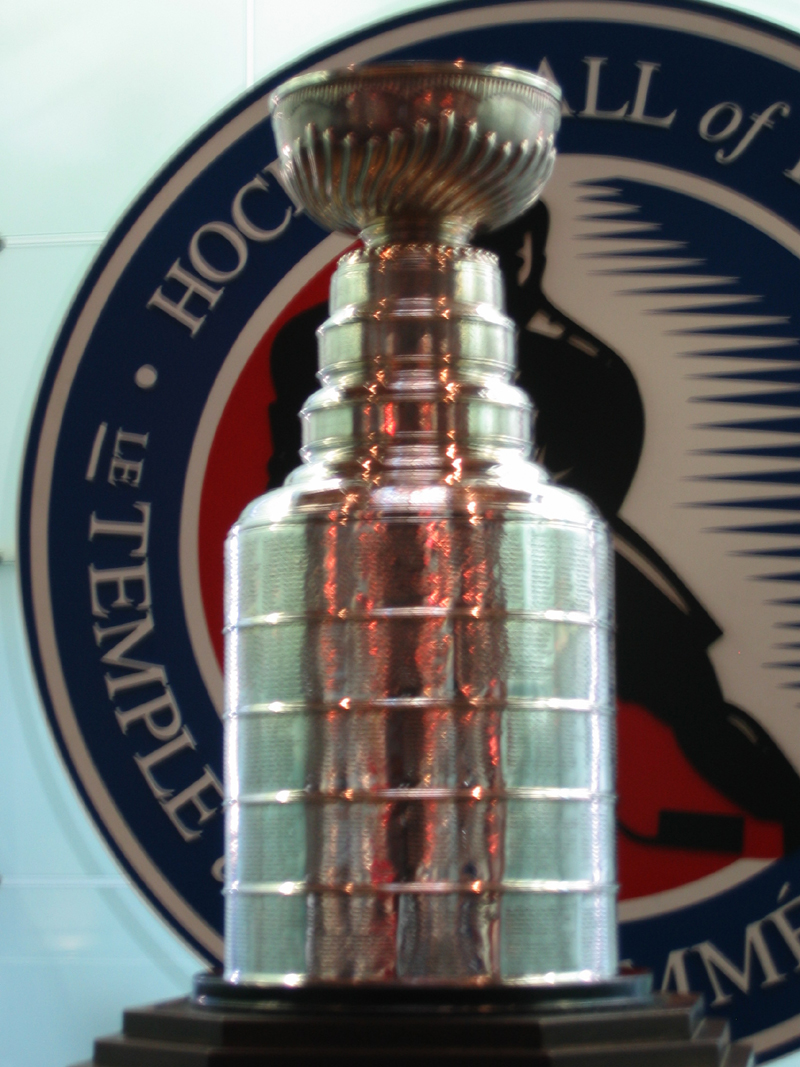
Stanley Cup-trofén.

16 lag gör upp om Stanley Cup. Samtliga matchserier avgörs i bäst av sju matcher.
|  | Conference-kvartfinaler | Conference-kvartfinaler               | Conference-kvartfinaler |   |                     | Conference-semifinaler | Conference-semifinaler | Conference-semifinaler |                   |                    | Conference-finaler  | Conference-finaler | Conference-finaler |  |  | Stanley Cup-finaler | Stanley Cup-finaler | Stanley Cup-finaler |
|  |                         |                                       |                         |   |                     |                        |                        |                        |                   |                    |                     |                    |                    |  |  |                     |                     |                     |
|  | 1                       | New Jersey Devils                     | 4                       |   |                     | 2                      | Buffalo Sabres         | 1                      |                   |                    |                     |                    |                    |  |  |                     |                     |                     |
|  | 8                       | Montreal Canadiens                    | 1                       |   |                     | 3                      | Philadelphia Flyers    | 4                      |                   |                    |                     |                    |                    |  |  |                     |                     |                     |
|  |                         |                                       |                         |   |                     |                        |                        |                        |                   |                    |                     |                    |                    |  |  |                     |                     |                     |
|  | 2                       | Buffalo Sabres                        | 4                       |   |                     |                        |                        |                        | Östra konferensen | Östra konferensen  | Östra konferensen   | Östra konferensen  | Östra konferensen  |  |  |                     |                     |                     |
|  | 2                       | Buffalo Sabres                        | 4                       |   |                     |                        |                        |                        | Östra konferensen | Östra konferensen  | Östra konferensen   | Östra konferensen  | Östra konferensen  |  |  |                     |                     |                     |
|  | 7                       | Ottawa Senators                       | 3                       |   |                     |                        |                        |                        |                   |                    |                     |                    |                    |  |  |                     |                     |                     |
|  | 7                       | Ottawa Senators                       | 3                       |   |                     |                        |                        |                        |                   | 3                  | Philadelphia Flyers | 4                  |                    |  |  |                     |                     |                     |
|  |                         |                                       |                         |   |                     |                        |                        |                        |                   | 3                  | Philadelphia Flyers | 4                  |                    |  |  |                     |                     |                     |
|  |                         | 5                                     | New York Rangers        | 1 |                     |                        |                        |                        |                   |                    |                     |                    |                    |  |  |                     |                     |                     |
|  | 3                       | 5                                     | New York Rangers        | 1 | Philadelphia Flyers | 4                      |                        |                        |                   |                    |                     |                    |                    |  |  |                     |                     |                     |
|  | 3                       |                                       |                         |   | Philadelphia Flyers | 4                      |                        |                        |                   |                    |                     |                    |                    |  |  |                     |                     |                     |
|  | 6                       | Pittsburgh Penguins                   | 1                       |   |                     |                        |                        |                        |                   |                    |                     |                    |                    |  |  |                     |                     |                     |
|  | 6                       | Pittsburgh Penguins                   | 1                       |   |                     |                        |                        |                        |                   |                    |                     |                    |                    |  |  |                     |                     |                     |
|  |                         |                                       |                         |   |                     |                        |                        |                        |                   |                    |                     |                    |                    |  |  |                     |                     |                     |
|  |                         |                                       |                         |   |                     |                        |                        |                        |                   |                    |                     |                    |                    |  |  |                     |                     |                     |
|  | 4                       | Florida Panthers                      | 1                       |   | 1                   | New Jersey Devils      | 1                      |                        |                   |                    |                     |                    |                    |  |  |                     |                     |                     |
|  | 4                       | Florida Panthers                      | 1                       |   | 1                   | New Jersey Devils      | 1                      |                        |                   |                    |                     |                    |                    |  |  |                     |                     |                     |
|  | 5                       | New York Rangers                      | 4                       |   |                     | 5                      | New York Rangers       | 4                      |                   |                    |                     |                    |                    |  |  |                     |                     |                     |
|  | 5                       | New York Rangers                      | 4                       |   |                     |                        |                        |                        |                   | E3                 | Philadelphia Flyers | 0                  |                    |  |  |                     |                     |                     |
|  |                         | (Lagen omseedas efter kvartfinalerna) |                         |   |                     |                        |                        |                        |                   | E3                 | Philadelphia Flyers | 0                  |                    |  |  |                     |                     |                     |
|  |                         | W3                                    | Detroit Red Wings       | 4 |                     |                        |                        |                        |                   |                    |                     |                    |                    |  |  |                     |                     |                     |
|  | 1                       | W3                                    | Detroit Red Wings       | 4 | Colorado Avalanche  | 4                      |                        |                        | 3                 | Detroit Red Wings  | 4                   |                    |                    |  |  |                     |                     |                     |
|  | 1                       |                                       |                         |   | Colorado Avalanche  | 4                      |                        |                        | 3                 | Detroit Red Wings  | 4                   |                    |                    |  |  |                     |                     |                     |
|  | 8                       | Chicago Blackhawks                    | 2                       |   |                     | 4                      | Anaheim Ducks          | 0                      |                   |                    |                     |                    |                    |  |  |                     |                     |                     |
|  | 8                       | Chicago Blackhawks                    | 2                       |   |                     | 4                      | Anaheim Ducks          | 0                      |                   |                    |                     |                    |                    |  |  |                     |                     |                     |
|  |                         |                                       |                         |   |                     |                        |                        |                        |                   |                    |                     |                    |                    |  |  |                     |                     |                     |
|  | 2                       | Dallas Stars                          | 3                       |   |                     |                        |                        |                        |                   |                    |                     |                    |                    |  |  |                     |                     |                     |
|  | 2                       | Dallas Stars                          | 3                       |   |                     |                        |                        |                        |                   |                    |                     |                    |                    |  |  |                     |                     |                     |
|  | 7                       | Edmonton Oilers                       | 4                       |   |                     |                        |                        |                        |                   |                    |                     |                    |                    |  |  |                     |                     |                     |
|  | 7                       | Edmonton Oilers                       | 4                       |   |                     |                        |                        |                        | 1                 | Colorado Avalanche | 2                   |                    |                    |  |  |                     |                     |                     |
|  |                         |                                       |                         |   |                     |                        |                        |                        | 1                 | Colorado Avalanche | 2                   |                    |                    |  |  |                     |                     |                     |
|  |                         | 3                                     | Detroit Red Wings       | 4 |                     |                        |                        |                        |                   |                    |                     |                    |                    |  |  |                     |                     |                     |
|  | 3                       | 3                                     | Detroit Red Wings       | 4 | Detroit Red Wings   | 4                      |                        |                        |                   |                    |                     |                    |                    |  |  |                     |                     |                     |
|  | 3                       |                                       |                         |   | Detroit Red Wings   | 4                      |                        |                        |                   |                    |                     |                    |                    |  |  |                     |                     |                     |
|  | 6                       | St. Louis Blues                       | 2                       |   |                     |                        |                        |                        |                   |                    | Västra konferensen  | Västra konferensen | Västra konferensen |  |  |                     |                     |                     |
|  | 6                       | St. Louis Blues                       | 2                       |   |                     |                        |                        |                        |                   |                    | Västra konferensen  | Västra konferensen | Västra konferensen |  |  |                     |                     |                     |
|  |                         |                                       |                         |   |                     |                        |                        |                        |                   |                    |                     |                    |                    |  |  |                     |                     |                     |
|  | 4                       | Mighty Ducks of Anaheim               | 3                       |   | 1                   | Colorado Avalanche     | 4                      |                        |                   |                    |                     |                    |                    |  |  |                     |                     |                     |
|  | 4                       | Mighty Ducks of Anaheim               | 3                       |   | 1                   | Colorado Avalanche     | 4                      |                        |                   |                    |                     |                    |                    |  |  |                     |                     |                     |
|  | 5                       | Phoenix Coyotes                       | 4                       |   |                     | 7                      | Edmonton Oilers        | 1                      |                   |                    |                     |                    |                    |  |  |                     |                     |                     |

### Stanley Cup-finalen
Philadelphia Flyers vs. Detroit Red Wings
Detroit Red Wings vann finalserien med 4-0 i matcher

## Poängligan slutspelet
Not: SM = Spelade matcher, M = Mål, A = Assists, Pts = Poäng
| Spelare           | Lag          | SM | M  | A  | Pts |
| ----------------- | ------------ | -- | -- | -- | --- |
| Eric Lindros      | Philadelphia | 19 | 12 | 14 | 26  |
| Joe Sakic         | Colorado     | 17 | 8  | 17 | 25  |
| Claude Lemieux    | Colorado     | 17 | 13 | 10 | 23  |
| Valerij Kamenskij | Colorado     | 17 | 8  | 14 | 22  |
| Rod Brind'Amour   | Philadelphia | 19 | 13 | 8  | 21  |
| John LeClair      | Philadelphia | 19 | 9  | 12 | 21  |
| Wayne Gretzky     | NY Rangers   | 15 | 10 | 10 | 20  |
| Sergej Fjodorov   | Detroit      | 20 | 8  | 12 | 20  |
| Brendan Shanahan  | Detroit      | 20 | 9  | 8  | 17  |
| Peter Forsberg    | Colorado     | 14 | 5  | 12 | 17  |
| Sandis Ozolinsh   | Colorado     | 17 | 4  | 13 | 17  |

## Debutanter
Några kända debutanter under säsongen:
- Dwayne Roloson, Calgary Flames
- Marc Denis, Colorado Avalanche
- Roman Turek, Dallas Stars
- Tomas Holmström, Detroit Red Wings
- Jean-Sébastien Giguère, Hartford Whalers
- Tomas Vokoun, Montreal Canadiens
- Jay Pandolfo, New Jersey Devils
- Bryan Berard, New York Islanders
- Wade Redden, Ottawa Senators
- Janne Niinimaa, Philadelphia Flyers
- Vaclav Prospal, Philadelphia Flyers
- Dainius Zubrus, Philadelphia Flyers
- Patrick Lalime, Pittsburgh Penguins

## Sista matchen
Bland de som gjorde sin sista säsongen i NHL märks:
- Denis Savard, Chicago Blackhawks
- Sergej Makarov, Dallas Stars
- Mike Ramsey, Detroit Red Wings
- Vladimir Konstantinov, Detroit Red Wings
- Dale Hawerchuk, Philadelphia Flyers
- Craig MacTavish, St. Louis Blues *
- Nick Kypreos, Toronto Maple Leafs

* = Den siste spelaren i NHL som inte använde någon hjälm

## NHL awards
| NHL awards 1996–1997            | NHL awards 1996–1997                          |
| ------------------------------- | --------------------------------------------- |
| Presidents' Trophy:             | Colorado Avalanche                            |
| Prince of Wales Trophy:         | Philadelphia Flyers                           |
| Clarence S. Campbell Bowl:      | Detroit Red Wings                             |
| Art Ross Memorial Trophy:       | Mario Lemieux, Pittsburgh Penguins            |
| Bill Masterton Memorial Trophy: | Tony Granato, San Jose Sharks                 |
| Calder Memorial Trophy:         | Bryan Berard, New York Islanders              |
| Conn Smythe Trophy:             | Mike Vernon, Detroit Red Wings                |
| Frank J. Selke Trophy:          | Michael Peca, Buffalo Sabres                  |
| Hart Memorial Trophy:           | Dominik Hašek, Buffalo Sabres                 |
| Jack Adams Award:               | Ted Nolan, Buffalo Sabres                     |
| James Norris Memorial Trophy:   | Brian Leetch, New York Rangers                |
| King Clancy Memorial Trophy:    | Trevor Linden, Vancouver Canucks              |
| Lady Byng Memorial Trophy:      | Paul Kariya, Mighty Ducks of Anaheim          |
| Lester B. Pearson Award:        | Dominik Hašek, Buffalo Sabres                 |
| NHL Plus/Minus Award:           | John LeClair, Philadelphia Flyers             |
| Vezina Trophy:                  | Dominik Hašek, Buffalo Sabres                 |
| William M. Jennings Trophy:     | Martin Brodeur/Mike Dunham, New Jersey Devils |
| Lester Patrick Trophy:          | Bill Cleary, Pat LaFontaine                   |

## All-Star
| Första laget                           | Position | Andra laget                        |
| -------------------------------------- | -------- | ---------------------------------- |
| Dominik Hašek, Buffalo Sabres          | M        | Martin Brodeur, New Jersey Devils  |
| Brian Leetch, New York Rangers         | B        | Chris Chelios, Chicago Black Hawks |
| Sandis Ozolinsh, Colorado Avalanche    | B        | Scott Stevens, New Jersey Devils   |
| Mario Lemieux, Pittsburgh Penguins     | C        | Wayne Gretzky, New York Rangers    |
| Teemu Selänne, Mighty Ducks of Anaheim | HF       | Jaromír Jágr, Pittsburgh Penguins  |
| Paul Kariya, Mighty Ducks of Anaheim   | VF       | John LeClair, Philadelphia Flyers  |